# 詹姆斯敦 (南卡罗来纳州)
詹姆斯敦（英文：Jamestown），是美国南卡罗来纳州下属的一座城市。城市类型是“Town”。其面积大约为0.61平方英里（1.57平方公里）。根据2010年美国人口普查，该市有人口72人，人口密度约为每平方 英里118.81人（约合每平方公里45.88人）。